# Endolymphe
L'endolymphe est le fluide contenu dans le labyrinthe membraneux de l'oreille interne. Il est aussi appelé le liquide de Scarpa, dû à Antonio Scarpa.

## Structure
L'oreille interne est composée de deux parties: le labyrinthe osseux et le labyrinthe membraneux. Le labyrinthe membraneux est contenu dans le labyrinthe osseux, et un liquide appelé endolymphe y est présent. La périlymphe est située entre la paroi extérieure du labyrinthe membraneux et la paroi du labyrinthe osseux.

### Composition

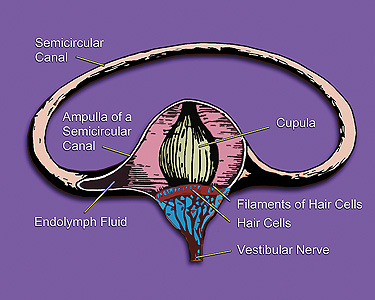
vignette illustrant le canal semi-circulaire, les cellules ciliées, la cupule, le nerf vestibulaire, et du fluide

La périlymphe et l'endolymphe ont des compositions ioniques uniques et adaptés à leurs fonctions dans la régulation des impulsions électrochimiques des cellules ciliées. Le potentiel électrique de l'endolymphe est d'environ 80 à 90 mV plus positif que la périlymphe en raison d'une concentration plus élevée de potassium par rapport au sodium.
Le composant principal de ce fluide extracellulaire unique est le potassium, qui est sécrété à partir de la strie vasculaire. La forte teneur en potassium de l'endolymphe signifie que le potassium, et non le sodium, est utilisé en tant que courant électrique dépolarisant dans les cellules ciliées. On l'appelle le courant mécano-transduction électrique.
L'endolymphe a un fort potentiel positif (80-120 mV dans la cochlée), par rapport à d'autres liquides de proximité tels que la périlymphe, en raison de sa forte concentration en ions chargés positivement. Du fait que les cellules ciliées ont un potentiel négatif d'environ -50 mV, la différence de potentiel de l'endolymphe à la cellule ciliée est de l'ordre de 150 mV, ce qui est la plus grande différence de potentiel électrique dans le corps humain.[citation nécessaire]

## Fonction
Des ondulations du liquide se produisent dans l'endolymphe dans les différentes parties du labyrinthe membraneux en réponse aux ondes de fluide dans la périlymphe.
- Audition: Les ondulations de l'endolymphe du canal cochléaire stimulent les cellules réceptrices, qui à leur tour se traduisent par leur mouvement en  influx nerveux que le cerveau perçoit comme un son.
- Sens de l'équilibre: Canaux semi-circulaires: l'accélération angulaire de l'endolymphe dans les canaux semi-circulaires stimulent les récepteurs vestibulaires de l'endolymphe. Les canaux semi-circulaires des deux oreilles internes agissent en simultanés pour coordonner l'équilibre.

## Signification clinique
La perturbation de l'endolymphe due à des mouvements saccadés (comme tourner sur soi-même ou passer au-dessus de bosses en voiture) peut causer le mal des transports. Une condition où le volume de l'endolymphe est grandement élargie est appelée l'hydrops endolymphatique et est liée à la maladie de Ménière.